# Division Bell (cloche)
Pour l’article homonyme, voir The Division Bell.

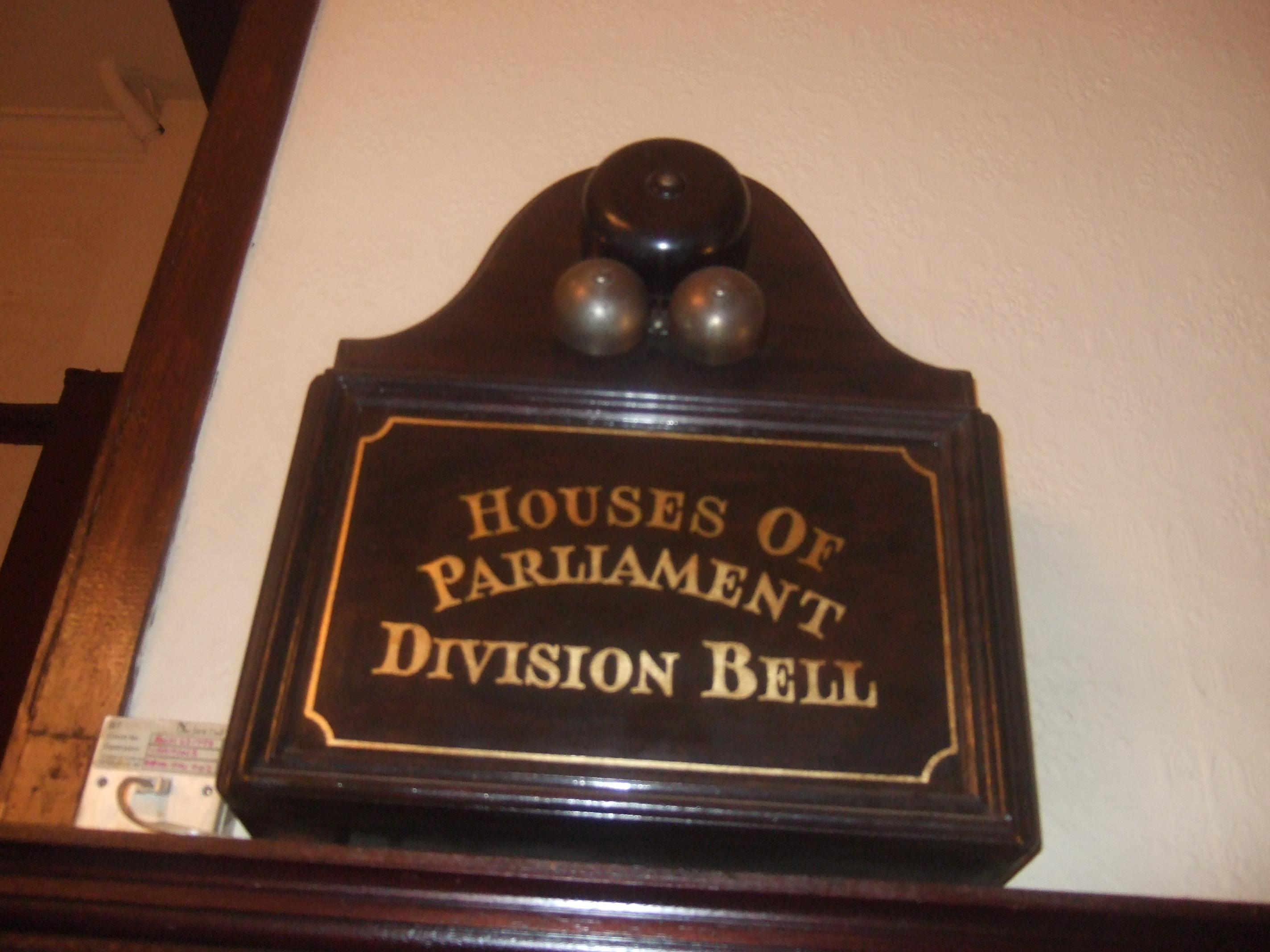
Division Bell

The Division Bell est le nom d'une cloche qui sonne au Palais de Westminster, au Parlement (Londres, Royaume-Uni). La cloche indique aux parlementaires que les débats vont reprendre. 
Le nom de l'album du groupe de rock progressif Pink Floyd The Division Bell, sorti en 1994, vient du nom de cette cloche.